# Stanisław Dobrzański (minister)
Stanisław Dobrzański (ur. 22 marca 1949 w Hrubieszowie) – polski polityk i urzędnik, w latach 1996–1997 minister obrony narodowej.

## Życiorys
Ukończył studia na Wydziale Humanistycznym Uniwersytetu Marii Curie-Skłodowskiej w Lublinie.
Był etatowym pracownikiem Związku Młodzieży Wiejskiej. Działał też w Zjednoczonym Stronnictwie Ludowym, m.in. jako członek głównego sądu partyjnego. W latach 1982–1985 sprawował funkcję wicedyrektora Biblioteki Narodowej w Warszawie. W 1985 objął stanowisko dyrektora departamentu w Ministerstwie Kultury i Sztuki. Po 1989 kierował warszawskim oddziałem Banku Cukrownictwa. Został działaczem Polskiego Stronnictwa Ludowego.
Od 1993 do 1996 był podsekretarzem stanu w Urzędzie Rady Ministrów i sekretarzem Komitetu Spraw Obronnych Rady Ministrów. Od 5 stycznia 1996 do 31 października 1997 sprawował urząd ministra obrony narodowej w rządach Józefa Oleksego i Włodzimierza Cimoszewicza.
W wyborach samorządowych w 1998 bezskutecznie ubiegał się o mandat radnego sejmiku mazowieckiego z listy koalicji Przymierze Społeczne. W latach 2001–2006 pełnił funkcję prezesa zarządu Polskich Sieci Elektroenergetycznych.

## Odznaczenia
W 1998 odznaczony Krzyżem Kawalerskim Orderu Odrodzenia Polski, a w 2004 Krzyżem Oficerskim tego orderu.